# Velem
Velem (Duits: St. Veit) is een plaats (község) en gemeente in het Hongaarse comitaat Vas. Velem telt 342 inwoners (2001).

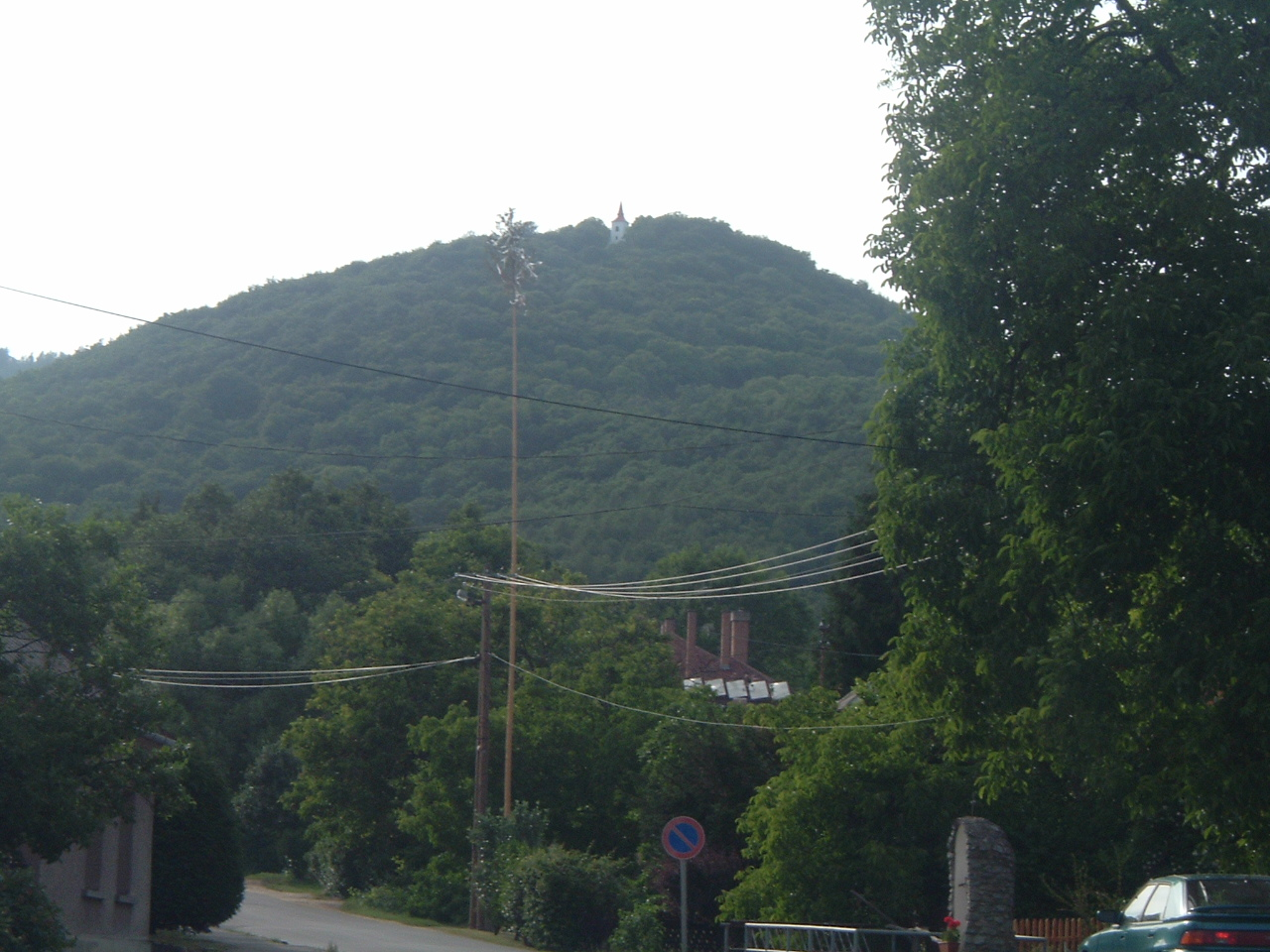
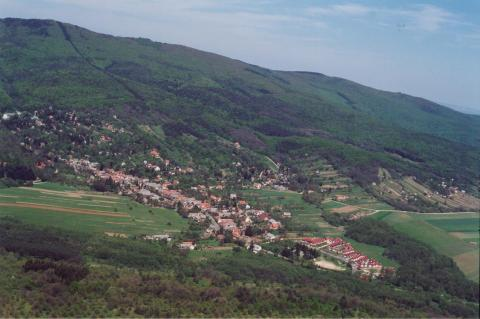